# アンソニー・イーデン・ハット

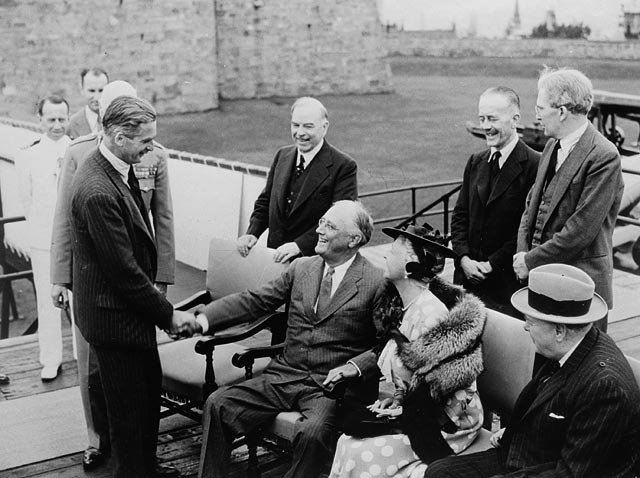
ケベック会談にてアンソニー・イーデン・ハットを被るチャーチル（手前右）。イーデンはルーズベルトと握手を交わしている。

アンソニー・イーデン・ハット(Anthony Eden hat)、または単に"アンソニー・イーデン"(Anthony Eden)は、シルクのつばと黒いフェルトが特徴のホンブルグ・ハットである。
1930年代に、後の初代エイヴォン伯爵 (1897 - 1977)であり、 王璽尚書と英国の外務大臣を務めたアンソニー・イーデンが好んで着用した帽子である。
アンソニー・イーデン・ハットは、その名前では売り出されず、名称は非公式なものであったが、辞書などにこの名前で広く使われた。ホワイトホールの公務員と外交官の間で流行し、 ボーラーハットの集団として、公務員らの典型的な外見を形成した。第二次世界大戦の後までこの流行は続いた。